# Johan Svendsen
Johan Severin Svendsen (Oslo, 30 settembre 1840 – Copenaghen, 14 giugno 1911) è stato un compositore, direttore d'orchestra e violinista norvegese, padre del famoso attore Eyvind Johan-Svendsen.

## Biografia

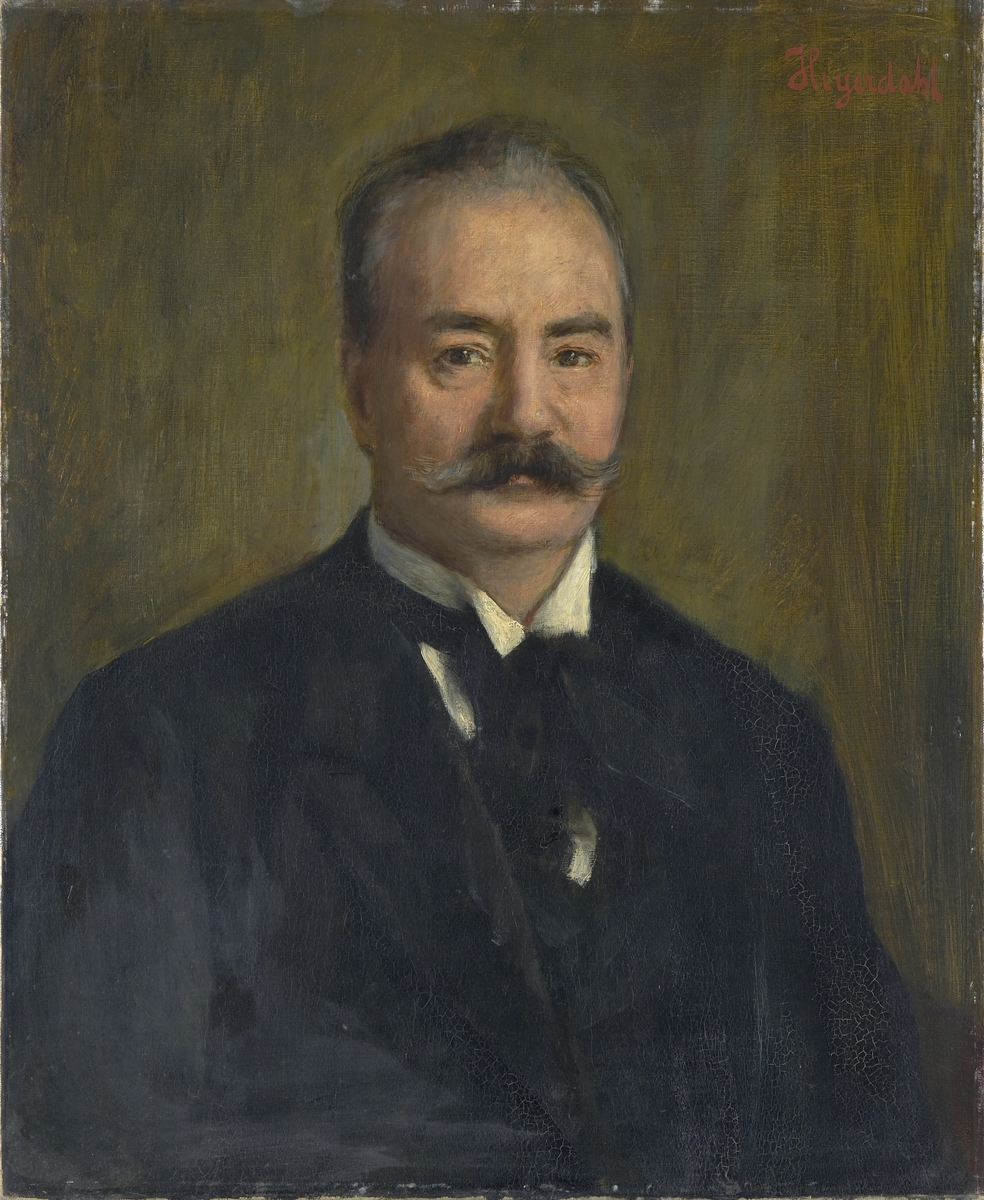
Johan Svendsen, 1890 circa; ritratto di Hans Heyerdahl.

Flglio di un insegnante di musica che gli insegnò a suonare il violino e il clarinetto. Ai tempi della scuola, già lavorò come musicista nelle orchestre e occasionalmente partecipò a qualche tour.
Proprio in occasione di un concerto effettuato a Lubecca, attirò l'attenzione e rese possibile il suo inserimento nel Conservatorio di Lipsia, dove studiò sotto la guida di Ferdinand David e di Carl Reinecke per quanto riguarda la composizione.
Durante questo periodo, Svendsen ebbe un figlio fuori dal matrimonio, Johann Richard Rudolph (1867-1933).
In questi anni girò il mondo con tour europei ed americani; nel 1871 si sposò con Sarah Levett Schmidt, incontrata a Parigi e tra gli incarichi spiccano il ruolo di primo violino dell'Orchestra Enterpe di Lipsia e la direzione della Società musicale a Oslo (1872-1877).
Quindi si trasferì in Italia e in Francia, dove soggiornò circa tre anni.
Rientrato in Danimarca, assunse la direzione musicale della Corte e del Teatro Reale di Copenaghen.
Svendsen si separò dalla moglie Sarah nel 1894 e il 10 dicembre 1901, convolò in seconde nozze con Juliette Haase, con la quale ha vissuto e ha avuto tre figli. Il figlio più giovane di questo matrimonio fu il famoso attore danese Eyvind Johan-Svendsen (1896-1946).
Fu amico di molti musicisti norvegesi, come Edvard Grieg. Svendsen curò in modo particolare l'orchestrazione, ma si fece notare soprattutto per l'ottima inventiva melodica dei suoi lavori e per le composizioni destinate principalmente per orchestre e grandi ensemble.
Fu molto popolare in Danimarca e Norvegia durante la sua vita, sia come compositore che come direttore d'orchestra, vincendo molti premi e riconoscimenti nazionali.
I suoi lavori più significativi furono le due sinfonie, il Concerto per violino e orchestra,il Concerto per violoncello e orchestra, la romanza per violino e orchestra, il suo lavoro più celebre, lieder e musica da camera.

## Opere principali

### Orchestra
- Sinfonia N.1 in Re maggiore Op.4 (1865-67; Oslo)
- Concerto per violino, Op.6 (1868-70; Lipsia)
- Concerto per cello, Op.7 (1870; Lipsia)
- Marcia funebre, per re Carlo XV, Op.10 (1872)
- Marcia per l'incoronazione di Oscar II, Op.13 (1873)
- Rapsodia norvegese N. 1, Op.17 (1876; Oslo)
- Romanza per violino, Op.26 (1881; Oslo)

### Musica da camera
- Quartetto per archi, Op.1 (1865)
- Quintetto per archi, Op.5 (1867)

### Musica vocale
- 5 Canzoni (voce e piano), Op.24 (1879)
- Inno (per l'anniversario delle nozze di re Cristiano IX e regina Luisa), Op.32 (1892)